# Smoleń (Pilica)
Smoleń ist eine Ortschaft mit einem Schulzenamt der Stadt-und-Land-Gemeinde Pilica im Powiat Zawierciański  der Woiwodschaft Schlesien in Polen.

## Geschichte

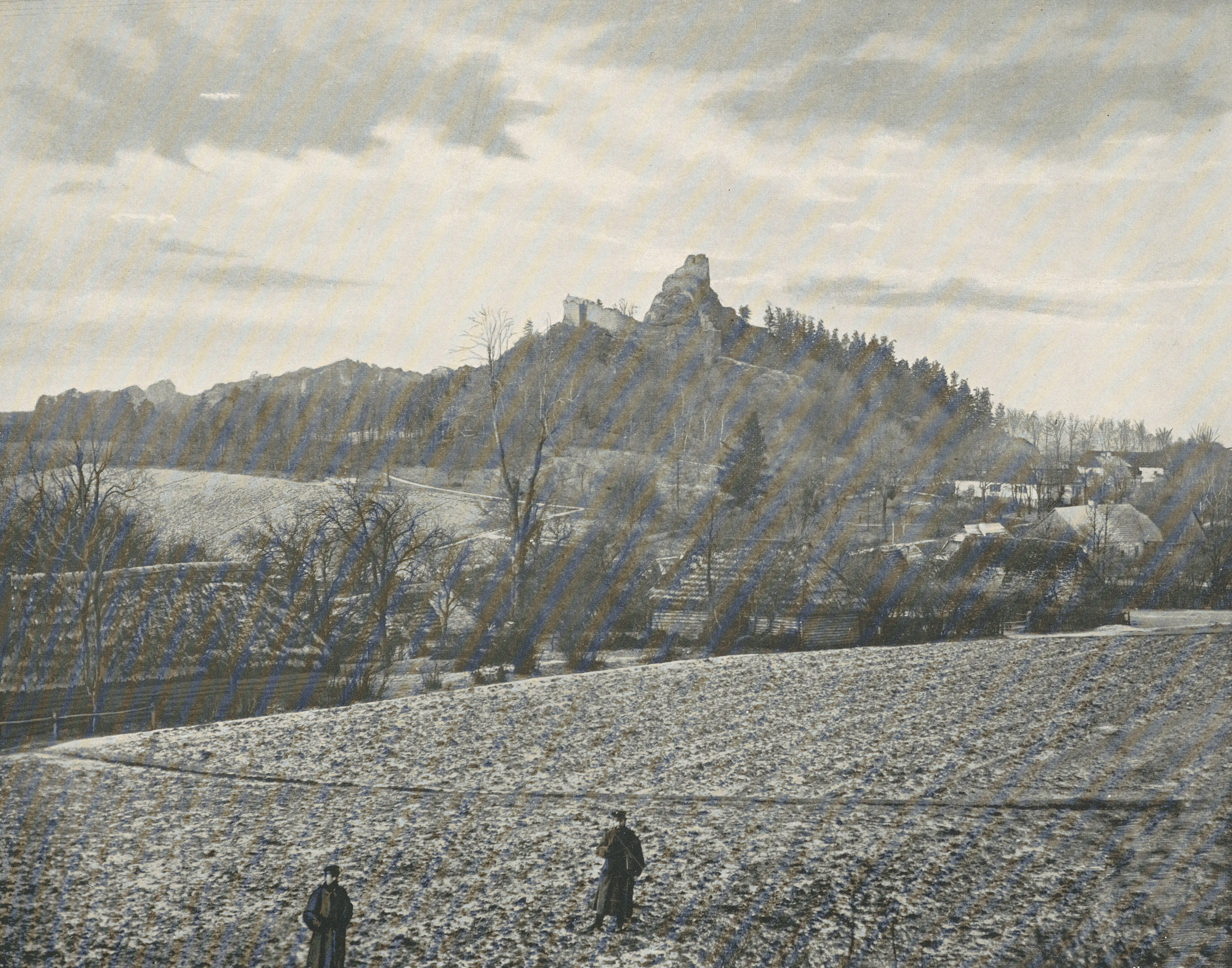
Burg Pilcza in Smoleń im Jahr 1899, eine der Adlerhorst-Burge

Die erste Erwähnung von Pilcia(m) stammt aus dem Jahre 1228 und es handelte sich um eine Befestigung auf dem Hügel Smoleń, die spätere Adlerhorst-Burg innerhalb des heutigen Dorfs Smoleń. Auf dem Hügel entwickelte sich ein ritterliches, nach dem Fluss Pilica benanntes Dorf mit einer Kirche. Die Pfarrei Piltia wurde im Peterspfennigregister des Jahres 1326 im Dekanat Irządze des Bistums Krakau erwähnt. 1394 wurde diese, schon deutschrechtliche Ortschaft als Stara Pilica also Alt-Pilica erwähnt. Sie erstreckte sich östlich in der Richtung des heutigen Dorfs Smoleń und bestand bis zum späten 16. Jahrhundert. Das neue Pilica beziehungsweise die heutige, 1393 erstmals erwähnte, Stadt liegt nördlich des Hügels Smoleń. Es gibt wenige urkundliche Spuren des alten Pilica. Der berühmteste Besitzer der Burg und des Dorfs war der deutschstämmige Ritter Otto von Pilcza des Wappens Topór. Seine einzige Tochter, Elisabeth von Pilitza, wurde 1417 skandalös zur Königin von Polen und Großfürstin von Litauen. Früher heiratete sie Wincenty Granowski des Wappens Leliwa, was der Anfang der Adelsfamilie Pilecki-Leliwa war.
Der Ort Smolin bzw. Smolyn wurde im Jahr 1413 erstmals urkundlich erwähnt. Der Ortsname, früher Smolin, ist vom Personennamen Smoła mit dem Suffix -in abgeleitet, sekundär -iN- > -eN mit weichen ń nach dem Muster der Ortsnamen Licheń, Zwoleń usw. Nach Z. Babik von Anfang an mit dem Suffix -eń wie in der polnischen topographischen Ortsnamen von Wörtern dębień, kaleń usw.
Nach dem Jahr 1450 gehörten die Landgüter der Burg Pylcza auf dem Hügel Smoleń, sowie die gleichnamige Stadt und viele andere Orte, darunter Smolen, vorübergehend dem Oppelner Herzog Bolko V.
Administrativ gehörte der Ort, der nicht immer als von der Stadt separates Dorf betrachtet wurde, zum Kreis Lelów der Woiwodschaft Krakau, ab 1569 in der Adelsrepublik Polen-Litauen. Bei der dritten Teilung Polens wurde es 1795 Teil des habsburgischen Kaiserreichs und grenzte im Norden an die preußische Stadt Pilica in Neuschlesien. 1807 kam es ins Herzogtum Warschau und 1815 ins neu entstandene russisch beherrschte Kongresspolen.
Nach dem Ende des Ersten Weltkriegs kam Smoleń zu Polen, Woiwodschaft Kielce. Unterbrochen wurde dies nur durch die Besetzung Polens durch die Wehrmacht im Zweiten Weltkrieg. Es gehörte dann zum Generalgouvernement.
Von 1975 bis 1998 gehörte Smoleń zur Woiwodschaft Kattowitz.